# Jessica Steck
Jessica Steck (* 6. August 1978 in Bloemfontein) ist eine ehemalige südafrikanische Tennisspielerin.

## Karriere
Mit sieben Jahren begann Steck Tennis zu spielen und das am liebsten auf Sand. Auf der WTA Tour gewann sie einen Doppeltitel und auf dem ITF Women’s Circuit waren es fünf Einzel- und vier Doppeltitel.
Für die südafrikanische Fed-Cup-Mannschaft bestritt sie von 1997 bis 2003 sieben Partien, von denen sie vier gewann.

## Turniersiege

### Doppel
| Nr. | Datum          | Turnier | Kategorie    | Belag           | Partnerin       | Finalgegnerinnen                     | Ergebnis      |
| --- | -------------- | ------- | ------------ | --------------- | --------------- | ------------------------------------ | ------------- |
| 1.  | September 2002 | Québec  | WTA Tier III | Teppich (Halle) | Samantha Reeves | María Emilia Salerni Fabiola Zuluaga | 4:6, 6:3, 7:5 |